# Герб Риги
Герб Ри́ги (латис. Rīgas ģerbonis) — один з офіційних символів столиці Латвії. Має велику та малу версії, різниця між якими полягає у наявності/відсутності щитотримачів.

## Історія

### Середньовіччя
У 1201 році єпископ Альберт — засновник лицарського Ордену мечоносців на території Латгалії — обирає Ригу резиденцією Ризького єпископства (згодом — архієпископства).
У XIII столітті Рига стає значним торговим і судноплавним центром, нарівні з Любеком і Гданськом. Велике значення в цьому процесі мала міжнародна, «заморська» торгівля; в XIII столітті, вступивши в Північнонімецький союз торгових міст — Ганзу, Рига стала одним з головних посередників у торгівлі між Сходом і Заходом. У той час, коли ім'я міста звучало не лише по всій Балтиці, але і доносилося і до Чорного моря, склався і герб Риги. Його найдавніше зображення є на печатках, прикладених до документів, що належать до 1225—1226 років.

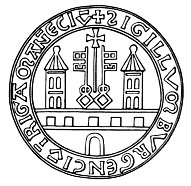
1225 Печатка 1225 року
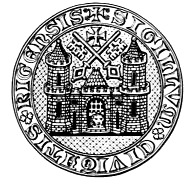
1349 Печатка 1349 року
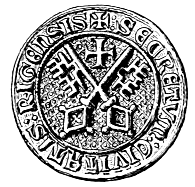
1368 Печатка 1368 року

У срібному полі частина червоної міської стіни з відкритими воротами, за стіною дві двоповерхові з гостроверхими дахами вежі, увінчані кулями. Між баштами хрестовий жезл в стовп, супроводжуваний двома ключами.
Стіна з відкритими воротами і вежами символізувала самостійність міста, хрестовий жезл — владу єпископа над містом, а два ключі — заступництво над городянами Святого Петра.
У 1236 році в битві під Сауле орден мечоносців був знищений куршськими і земгальськими племенами. Однак незабаром замість нього створюється Лівонський орден, який був відгалуженням Німецького Прусського ордена. Як у політичному, так і у військовому відношенні, це був найбільш сильний і тому найнебезпечніший для свободи міста феодальний сеньйор, який придушив повстання місцевих племен. Чвари між Лівонським орденом і Ригою все більше загострювалися, поки не вилилися у великий конфлікт, що закінчився тим, що 30 березня 1330 місту довелося підписати договір про здачу. Рига потрапила у залежність від Лівонського ордена.
Зміна політичної влади в місті викликала і зміни в його гербі. Тепер герб виглядав наступним чином:
|  | У срібному полі червона міська брама з піднятою чорною сіткою воріт і гостроверхій дахом, під ґратами левова голова. З боків брами два двоповерхові шестикутні вежі з гостроверхими дахами. Над брамою, між веж, два навхрест покладених залізних ключа, а над ними орденський хрест. |

Орденський хрест в даному випадку символізував владу над містом Лівонського ордена, а левова голова — мужність рижан. Таке зображення герба стало основою всіх пізніших гербів міста, бо на кожному наступному гербі чергова політична влада міста ставили ще додатково і символи своєї влади.

### Новий час

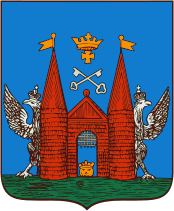
Російський герб Риги (1788).

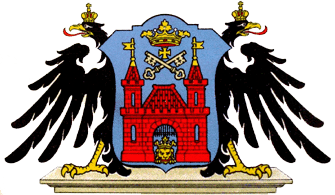
Проект (1904).

У XVI столітті герб був доповнений щитотримачами, якими виступали два леви.
Внаслідок польсько-шведської війни (1600—1629 рр.). Рига опинилася в підданстві у Швеції. У 1660 році шведський уряд доповнив герб міста короною правителя Швеції, яка розміщувалася над хрестом. Так шведський уряд висловило місту особливу милість, відзначивши тим самим значну роль, яку відігравала Рига в торгівлі на Балтійському морі і після розпаду Ганзейського союзу. Але поле гербового щита було замінено на блакитне.
|  | У блакитному полі червона міська брама з піднятою ґратами, під якою золота левова голова, і двома баштами. Над брамою два навхрест покладених ключа, над ними золотий хрест під короною. |

Внаслідок Північної війни (1700—1721 рр.). Рига була включена до складу Російської імперії. Це також призвело до зміни герба.
У травні 1729 року для Риги затверджується новий герб, який був внесений до Знаменний гербовник:
|  | Ризький — по старому: між двома вежами ворота, в них внизу левова голова під короною, над нею рогатки, ворота та башти червоні, строкаті, біля них орел двоголовий чорний, на двох головах корони; над воротами два ключі, над ними хрест під короною, поле лазурнеє, а земля зелена. |

4 жовтня 1788 при затвердженні гербів міст Ліфляндської губернії, Ризі був затверджений герб з наступним описом: 
|  | У блакитному полі кам'яна стіна з відкритими воротами і з піднятими залізними ґратами; у воротах лежить золота коронована левова голова ; на стіні дві башти із золотими флюгерами, між яких покладені хрестоподібно два залізні ключа, а над ними золотий хрест і корона; по сторонам стіни видно Державний Російський герб. |

Цей герб використовувався до 1918 року.

### Перша латвійська держава
31 жовтня 1925 рішенням Президента Латвійської Республіки № 269 Ризі (в числі 41 латвійських міст) був затверджений герб 1660 року.
|  | У срібному полі червона кам'яна стіна з двома баштами і відкритими воротами, в яких під чорною піднятою ґратами золота левова голова; над воротами, між вежами, два золотих навхрест покладених ключа, над ними такі ж хрест і корона. Щитотримачів - два золотих лева з червоними язиками, які стоять на сталевому карнизі. |

На цьому гербі з голови лева зникла корона, поле гербового щита стало срібним і як щитотримачів повернулися леви.

### Радянський період

Радянський герб

З 1940 по 1967 рік герб не використовувався.
Рішенням виконкому № 58 Ризького міської Ради депутатів трудящих Латвійської РСР від 15 лютого 1967 року був затверджений герб Риги, розроблений групою художників під керівництвом головного художника міста І. Страутманіса з наступним описом:
|  | Історично герб Риги створено незабаром після заснування міста. З 1225 герб містить у собі силует міських воріт, потім (близько 1349) над ними з'являється схрещені ключі - символ укріпленого середньовічного міста та інші елементи, характерні для того часу. Найвиразніші елементи старовинного герба збережено і в новому гербі міста. Герб Риги складається з облямованого золотом традиційного щита, на якому зображений силует воріт з двома баштами. Над воротами, під п'ятикутною зіркою - схрещені ключі. Нині ключі символічно виражають дружбу народів і гостинність рижан: для друзів ворота міста завжди відкриті. Зірка - символ радянської державності. Для щита герба використані елементи прапора республіки. Верхня частина щита, на якій розміщується силует міських воріт, забарвлена в темно-червоний колір, нижня частина - синя. Силует воріт, ключі, зірка і хвилеподібна лінія виконані кольором старого золота. У відкритих воротах міста під піднятою ґратами вписується цифра "1201" - рік офіційного заснування міста Риги |

.
У такому вигляді герб міста проіснував до 1987 року. 7 серпня 1987, на підставі висновку інституту історії Академії наук Латвійської РСР, виконком Ризького міської Ради народних депутатів рішенням № 331 вилучив з герба цифру «1201».

### Сучасність
Але і цей герб проіснував недовго. У 1990 році перша сесія Ризького міської Ради народних депутатів XX скликання ухвалила рішення про герб і прапор міста Риги, а також затвердила Положення про герб і прапор міста. Положення про герб міста Риги було опубліковано в газеті «Голос Риги» 18 травня 1990 року. У розділі I Положення дано його опис:
|  | У місті Ризі використовуються великий та малий герби міста. На великому гербі зображено щит, який з обох сторін тримають стоять на карнизі леви; на щиті герба на сріблястому полі зображено червона кам'яна стіна з двома баштами і відкритими воротами, в яких під піднятою ґратами — голова лева; у верхній частині щита між вежами два схрещені ключа, над ними хрест і корона. Леви, хрест і корона — кольори червоного золота, решітка і ключі — чорного кольору, мови львів — червоного і карниз — сірого кольору. Малий герб міста — щит великого герба. |